# Marianne Glaßer
Marianne Glaßer (* 8. Oktober 1968 in Röslau) ist eine deutsche Schriftstellerin.

## Leben und Werk
Marianne Glaßer studierte Französisch und Italienisch an der Johannes Gutenberg-Universität Mainz, in Nancy und Neapel. Sie debütierte 2002 beim Verlag Herder mit dem autobiographischen Bericht „Wachsen im Gegenwind. Die Lebens- und Glaubensodyssee einer Mutter mit ihrem behinderten Kind“. Glaßer verfasst Lyrik und Prosa, die in zahlreichen Anthologien und Literaturzeitschriften veröffentlicht wurden. Marianne Glaßer ist darüber hinaus als Lektorin und Übersetzerin von Sachbüchern und belletristischen Texten für verschiedene Verlage tätig.
Marianne Glaßer lebt in Röslau.

## Einzeltitel
- Landschaft mit Mond und Segel. Gedichte (2009).
- Tod an der Baustelle. Nur scheinbar ein Krimi. Roman (2004).
- Die Augen der Kartoffeln. Gedichte, Edition YE, Sistig/Eifel 2004.
- Wachsen im Gegenwind. Bericht (2002).

## Anthologien und Literaturzeitschriften (Auswahl)
- Shafiq Naz (Hg.), Der deutsche Lyrikkalender 2008. Jeder Tag ein Gedicht, alhambra publishing, B-Bertem 2007.
- Theo Breuer (Hg.), NordWestSüdOst. Gedichte von Zeitgenossen, Edition YE, Sistig/Eifel 2003.
- Theo Breuer (Hg.), 2 0 0 2, edition bauwagen, Itzehoe 2002.
- Zeitschriften: Am Erker, Die Brücke, entwürfe, Faltblatt, Federwelt, lichtungen, Muschelhaufen, Signum, Sinn und Form u. a.